# Terra Incognita (альбом)
Terra Incognita — дебютний альбом французького гурту Gojira, який виконує музику жанру дез-метал. Виданий 2001 року лейблом Boycott, Next, Gabriel. Альбом відносять до напрямків дез-метал, треш-метал, ґрув-метал, прогресивний метал. Відповідно до тексту, назва альбому (лат. невідома земля відноситься до певного місця всередині кожної людини, де, згідно з індуською легендою, Брахма заховав непорочність, відібрану у людства в покарання за зловживання нею. У 2009 році альбом був перевиданий як лімітоване діджіпакове видання, що включало три бонусні треки. Однак на даний момент цей альбом недоступний на американському сайті Amazon.com.
Чоловік, який позував для обкладинки альбому - це гітарист Крістіан Андрю.

## Список пісень
| #   | Назва                                        | Тривалість |
| --- | -------------------------------------------- | ---------- |
| 1.  | «Clone»                                      | 5:00       |
| 2.  | «Lizard Skin»                                | 4:32       |
| 3.  | «Satan Is a Lawyer»                          | 4:25       |
| 4.  | «04» (instrumental)                          | 2:11       |
| 5.  | «Blow Me Away You (Niverse)»                 | 5:12       |
| 6.  | «5988 Trillions de Tonnes» (інструментальна) | 1:20       |
| 7.  | «Deliverance»                                | 4:56       |
| 8.  | «Space Time»                                 | 5:23       |
| 9.  | «On the B.O.T.A.»                            | 2:49       |
| 10. | «Rise»                                       | 5:12       |
| 11. | «Fire Is Everything»                         | 4:59       |
| 12. | «Love»                                       | 4:22       |
| 13. | «1990 Quatrillions de Tonnes»                | 4:17       |
| 14. | «In the Forest»                              | 12:11      |